# Митин, Денис Владимирович
Денис Владимирович Митин (род. 6 октября 1971, Свердловск) — советский и российский хоккеист, нападающий. Тренер.

## Биография
Воспитанник свердловской школы «Спартаковец». Выступал за команды «Луч» Свердловск (1986/87 — 1989/90), «Автомобилист» / «Спартак» Свердловск — Екатеринбург (1989/90 — 1996/97), «Металлург» Серов (1990/91 — 1992/93, 1998/99), СКА-«Амур», «Амур-2», «Рубин» и «Кедр» (все — 1997/98), РТИ (1998/99, 1999/2000, 2001/02 — 2002/03), «Динамо-Энергия-2» (1999/2000).
Тренер в «Динамо-Энергии-2» (2003/04). Детский тренер в хоккейных школах Екатеринбурга.